# بنای شماره ۱۷ (ساختمان شورخانه)
بنای شماره ۱۷ (ساختمان شورخانه) مربوط به دوره قاجار است و در شهرستان آستانه اشرفیه، بخش کیاشهر، بندر کیاشهر، خیابان امام خمینی واقع شده و این اثر در تاریخ ۹ بهمن ۱۳۸۶ با شمارهٔ ثبت ۲۰۷۰۷ به‌عنوان یکی از آثار ملی ایران به ثبت رسیده است.